# Maczugowce
Maczugowce (gr. Corynebacteriaceae; coryne – maczuga, buława i bacterion – pałeczka) – zaliczana do form wydłużonych forma morfologiczna Gram-dodatnich bakterii tlenowych lub względnie beztlenowych. U niektórych widoczne ziarnistości. Mogą tworzyć przetrwalniki. Kształtem przypominają maczugę. Niektóre gatunki są patogenami roślin i zwierząt (w tym człowieka).

## Systematyka
- Rodzaj: Corynebacterium[1]
  - Corynebacterium michiganense
  - Corynebacterium poinsettiae
  - Corynebacterium fascians
  - Corynebacterium mediolaneum
  - maczugowiec błonicy – chorobotwórczy dla człowieka